# Raión de Svitlovodsk
Svitlovodsk (en ucraniano: Світловодський район) es un raión o distrito de Ucrania en el óblast de Kirovogrado. 
Comprende una superficie de 1219 km².
La capital es la ciudad de Svitlovodsk.

## Demografía
Según estimación 2010 contaba con una población total de 16647 habitantes.

## Otros datos
El código KOATUU es 27519. El código postal 5236 y el prefijo telefónico +380 Svitlovodskyj raion COA.gif.